# 蘇格蘭紅點鮭
蘇格蘭紅點鮭，為輻鰭魚綱鮭形目鮭科的其中一種，為溫帶淡水魚，被IUCN列為易危保育類動物，分布於歐洲愛爾蘭Rannoch及Ericht湖流域，體長可達36公分，棲息在底中層水域，以浮游動物為食，生活習性不明。

## 擴展閱讀
維基物種上的相關：蘇格蘭紅點鮭